# George Granfelt
George Fredrik Granfelt, född 19 juni 1865 i Åbo, död 5 augusti 1917 i Nådendal, var en finlandssvensk jurist.
George Fredrik Granfelt var son till juristen Otto Fabian Nimrod Granfelt (1818–1878) och bror till Sigrid Granfelt och Hjalmar Granfelt. Han var kusin till Axel August Granfelt. 
Granfelt blev juris doktor 1900, var assessor i Viborgs hovrätt 1908–1914, tillika äldre ledamot av lagberedningen 1907–1915 och blev hovrättsråd i Åbo hovrätt 1914. Han deltog i ståndslantdagarna 1891–1906 och tillhörde enkammarlantdagen 1909, 1910 och 1912–1913 som representant för Svenska folkpartiet. Han författade ett flertal juridiska arbeten, men bedrev även forskning inom i genealogi och heraldik och utgav bland annat den typografiskt eleganta heraldiska undersökningen Finlands ridderskaps och adels vapenbok (1888). Han utgav även en diktsamling (Dikter, 1892).